# Satoshi Mori (Nordischer Kombinierer)
Satoshi Mori (jap. 森 敏, Mori Satoshi; * 19. Mai 1971 in Nozawa Onsen, Präfektur Nagano) ist ein ehemaliger japanischer Nordischer Kombinierer und heutiger Kulturwissenschaftler am Sapporo-Campus der Tōkai-Universität.

## Werdegang
Mori nahm Anfang der 1990er erstmals an internationalen Wettkämpfen teil und versuchte sich am 21. Februar 1992 in Szczyrk im Skisprung-Europacup, verpasste allerdings die Punkteränge. In der zweiklassigen Wettkampfserie der Nordischen Kombination war er hingegen erfolgreicher und gewann bereits in der Saison 1991/92 seine ersten Punkte im B-Weltcup. Im Jahr 1993 trat er dem Nozawa Onsen Ski Club bei und trainierte fortan mit dem japanischen Kader. Beim Gundersen Einzel in Klingenthal im Februar 1994 erreichte er als Zweiter erstmals das Podest im B-Weltcup. Wenige Wochen später debütierte Mori in Vuokatti im Weltcup und belegte dabei auf Anhieb den zehnten Platz. Mit weiteren Punktgewinnen in Sapporo schloss er die Saison auf dem neunten Platz im B-Weltcup sowie auf Rang 32 im Weltcup ab.
In den folgenden Jahren war Mori hin und wieder Teil des japanischen Weltcup-Teams, trat aber vorrangig im B-Weltcup an. Seinen Durchbruch hatte er in der Saison 1997/98, als er zu Beginn der Saison seine zweite Podestplatzierung im B-Weltcup feiert und im restlichen Saisonverlauf mit mehreren guten Weltcup-Platzierungen zweitbester Japaner wurde. Vor diesem Hintergrund war Mori als Teil der japanischen Delegation der Olympischen Winterspiele 1998 im heimischen Nagano nicht wegzudenken, doch blieb er mit Rang 38 im Gundersen Einzel hinter den Erwartungen zurück. Gemeinsam mit Tsugiharu Ogiwara, Gen Tomii und Kenji Ogiwara wurde er im Team Fünfter. Im darauffolgenden Winter startet Mori konstant im Weltcup. Mit vier Platzierungen unter den besten Zehn, darunter der zweite Platz in Zakopane, stellte die Saison seine erfolgreichste ab. Dies manifestierte sich im zwölften Rang in der Weltcup-Gesamtwertung, vor allem aber auch an seinen Leistungen bei den Nordischen Skiweltmeisterschaften 1999 in der Ramsau. So belegte er im Sprint von der Großschanze einen starken sechsten Platz mit zwölf Sekunden Rückstand auf den Silberrang. Darüber hinaus erreichte er im Gundersen Einzel Rang 22 sowie mit dem Team den fünften Platz. Auch in der Weltcup-Saison 1999/00 gehörte Mori mit sieben Top-Ten-Platzierungen zur Weltspitze. In den folgenden Jahren konnte er an diese Form nicht mehr anknüpfen und musste sich meist mit den mittleren Rängen zufriedengeben. Die besten Zehn erreichte er nur noch im November 2002 als Siebter in Ruka. Im japanischen Vergleich reichte dies allerdings aus, um für die Nordischen Skiweltmeisterschaften 2001 in Lahti, die Olympischen Winterspiele 2002 in Salt Lake City sowie die Nordischen Skiweltmeisterschaften 2003 im Fleimstal nominiert zu werden. Dabei lieferte er jeweils solide Leistungen ab, sodass seine Platzierungen zwischen Rang 18 und 32 im Mittelfeld lagen. Nach der Saison 2002/03 beendete er seine sportliche Laufbahn.
Nach seiner Karriere studierte Mori ab April 2003 an der Chukyo-Universität und promovierte dort 2009. Mori wurde 2006 nordischer Direktor des Sapporo Ski Club der Tōkai-Universität und trainierte dabei die Sporttreibenden des Vereins. Daher gehörte Mori auch in der Saison 2020/21 zum Trainerteam Japans. Hauptberuflich ist Mori allerdings außerordentlicher Professor an der Fakultät für Internationale Kulturwissenschaften der Tōkai-Universität am Sapporo-Campus. Dabei konzentriert er sich schwerpunktmäßig auf die Lehre, wobei er durchaus auch in der Forschung tätig ist.

## Privates
Mori wuchs mit drei Brüdern im Skigebiet Nozawa Onsen auf. Sein Großvater war als Skispringer aktiv. Er besuchte die Iiyama Kita High School in der Präfektur Nagano. Nachdem er 1990 seinen Schulabschluss erhalten hatte, studierte er von 1990 bis 1993 drei Jahre lang in Österreich. Sein jüngerer Bruder Toru Mori, der als Freestyle-Skier international aktiv war, verstarb 1998 an Krebs. Mori nahm bereits am Nagano-Marathon teil.

## Statistik

### Platzierungen bei Olympischen Winterspielen
| Jahr und Ort        | Wettbewerb   | Wettbewerb | Wettbewerb |
| Jahr und Ort        | Gundersen NS | Sprint GS  | Team       |
| ------------------- | ------------ | ---------- | ---------- |
| 1998 Nagano         | 38.          | –          | 05.        |
| 2002 Salt Lake City | 30.          | 22.        | 08.        |

### Platzierungen bei Weltmeisterschaften
| Jahr und Ort       | Wettbewerb   | Wettbewerb | Wettbewerb |
| Jahr und Ort       | Gundersen NS | Sprint GS  | Team       |
| ------------------ | ------------ | ---------- | ---------- |
| 1999 Ramsau        | 21.          | 06.        | 05.        |
| 2001 Lahti         | 25.          | 18.        | 05.        |
| 2003 Val di Fiemme | 18.          | 32.        | 06.        |

### Weltcup-Platzierungen
| Saison  | Platz | Punkte |
| ------- | ----- | ------ |
| 1993/94 | 32.   | 117    |
| 1994/95 | 27.   | 207    |
| 1997/98 | 22.   | 442    |
| 1998/99 | 12.   | 717    |
| 1999/00 | 13.   | 738    |
| 2000/01 | 26.   | 336    |
| 2001/02 | 32.   | 369    |
| 2002/03 | 34.   | 110    |